# 라스트 이브
《라스트 이브》(The Last Eve)는 강영만 필름에서 2005년에 미국과 한국에서 제작한 강영만 감독의 액션 드라마 영화이다.

## 출연

### 주연
- 켈리 해밀턴
- 브루스 칸

### 조연
- 멜라니 진
- 조단 리 쿠
- 루벤 랭던
- 프레디 밀리건
- 팀 콜세리
- 케리 왕
- 폴라 라바레다스
- 크리스 토레스

## 기타
- 공동제작: 에드윈 A. 샌토스
- 연출부: 박정하

## 시놉시스
라스트 이브는 성서의 아담과 이브를 모티브로 재해석하며, 과거, 현재, 미래의 시간초월, 동 서양의 공간 초월을 그린 영화이다. 과거는 동양의 언더그라운드 싸움의 배경으로 가인과 아벨의 소재, 현재는 로스엔젤레스 배경으로 사탄과 이브의 유혹을 그렸으며, 미래는 사막배경으로 이브의 비밀을 그렸다.

### 제작
라스트 이브의 촬영은 미국의 데스밸리와 로스 엔젤레스, 한국의 광주 지역이었으며, 완성하는데 2년이 걸렸다. 액션 씬을 촬영하는데 주요 액션 세팀이 제작에 참여했다.

홍콩 홍금보 무술팀 '홍가반' 소속 시절 성룡 주연의 <메달리온> 무술안무와 출연을 했던 브루스 칸 액션팀과 배우 루빈 랭던이 합류하고 있는 할리우드의 액션 스턴팀 제로 그래비티 팀이 합류했다.
한국에서는 영화 화산고에서 무술감독을 했던 이응준 감독과 쌈쟁이 스턴팀이 함철훈 액션 감독과 합류했다.

## 리뷰와 수상
라스트 이브는 미국 인터넷 영화 평론지 필름 쓰렜 (Film Threat)에서 2005년 베스트 텐 영화로 선정했으며,
2005년 뉴욕 국제 독립영화제에서 베스트 액션 장편 영화상을 수상했다. 

뱅가드 시네마는 2008년 미국전역에 DVD 출시했다.

## 참조
1. ↑  http://www.filmthreat.com/index.php?section=features&Id=1656 필름쓰렜

## 같이 보기
- 강영만